# Corythaixoides concolor
El turaco unicolor (Corythaixoides concolor, sin. Crinifer concolor) o turaco gris es una especie de ave Musophagiforme de la familia Musophagidae que vive en los bosques abiertos y sabanas del África austral.

## Taxonomía
Está estrechamente emparentado con las otras especies de su género. Actualmente se reconocen cuatro subespecies:
- C. c. molybdophanes (Clancey, 1964) - parte más nororiental de su distribución: desde el este de Angola, a través de Zambia y Malaui hasta el sur de Tanzania y norte de Mozambique.
- C. c. pallidiceps (Neumann, 1899) - parte más occidental de su distribución: desde el oeste de Angola hacia el sur hasta el centro de Namibia y adentrándose en el oeste de Botsuana.
- C. c. bechuanae (Roberts, 1932) - parte central de la distribución: desde la zona fronteriza entre Angola y Namibia hacia el este atravesando Botsuana y el sur de Zambia, y hacia el sur por Zimbabue y el norte de Sudáfrica.
- C. c. concolor (A. Smith, 1833) - parte oriental de la distribución: desde el sur de Malaui y el norte de Mozambique hacia el sur hasta el noreste de Sudáfrica.

## Descripción

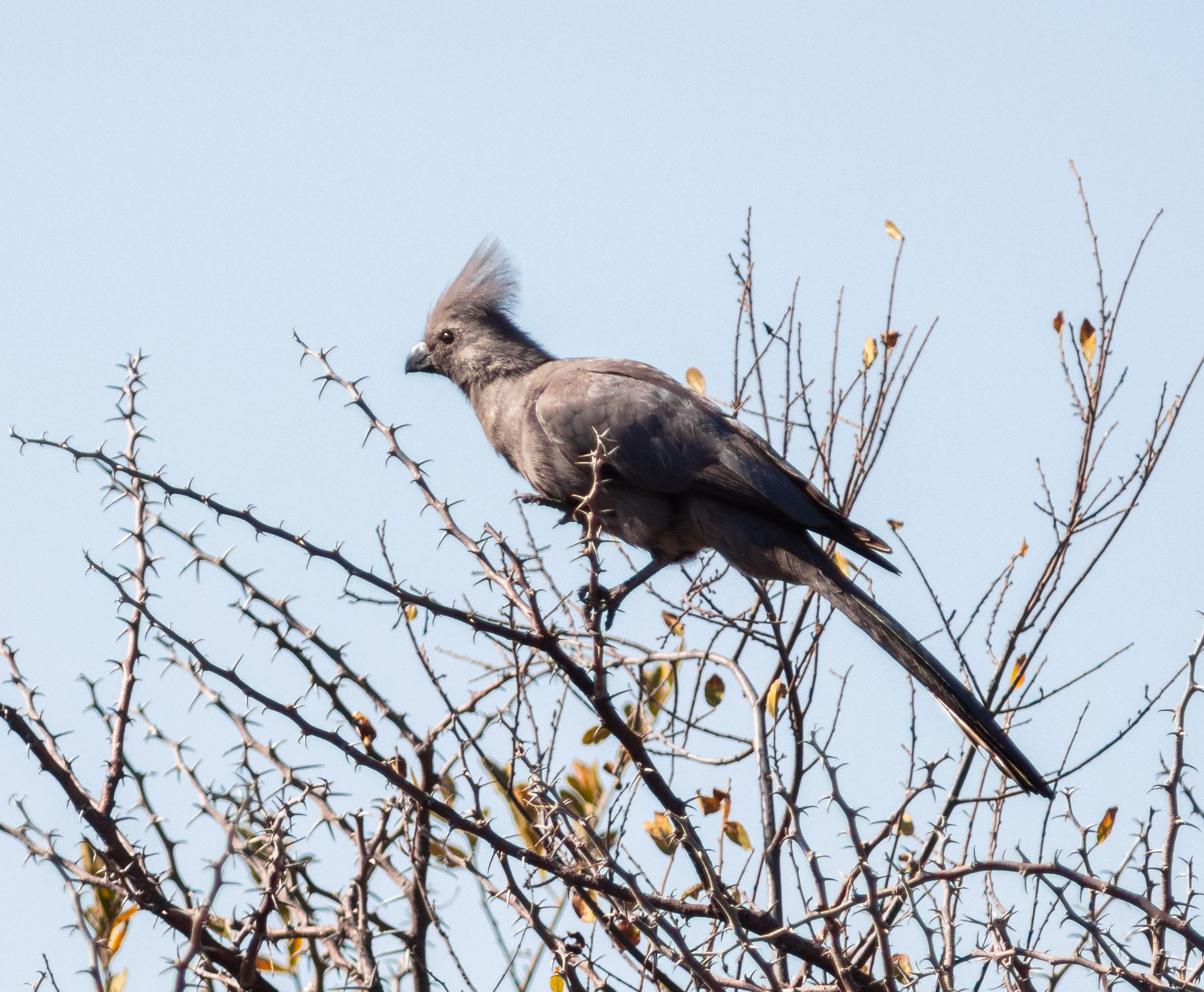
En la reserva de rinocerontes Khama, Botsuana.

El turaco unicolor es un ave esbelta que mide alrededor de 50 cm de largo y que pesa entre 200 y 300g . Tiene una larga cola, y como todos los turacos presenta una cresta de hasta 6 cm de longitud que se puede levantar cuando el ave se excita. El plumaje de todo su cuerpo es de color gris homogéneo, que se oscurece en la barbilla y la garganta, y palidece alrededor de los ojos y en el vientre.  Su pico es negro, corto y curvado hacia abajo, y el interior de su boca es de un color rosa intenso. Ambos sexos son similares.

## Distribución y hábitat
Se extiende por el África austral, excepto por su tercio más meridional. Su hábitat natural son las sabanas arboladas (especialmente donde predominan las acacias) también matorrales, lindes de bosques y bosques ribereños secos. En los hábitats más secos es más frecuente encontrarlos a lo largo de las riberas de ríos y arroyos. También puede encontrarse en entornos humanos como los campos de cultivo, parques y jardines.

## Comportamiento
Aunque su vuelo es bastante lento y torpe pueden cubrir largas distancias. Sin embargo, una vez en las copas de los árboles es más ágil, como las otras especies de turaco, moviéndose corriendo por las ramas de los árboles o saltando de rama en rama. Pueden formar grupos de entre 20 y 30 individuos que se alimentan juntos en la copa de los árboles. 
Se alimenta principalmente de frutos, como higos o bayas, flores, brotes, hojas, termitas y caracoles.
La temporada de cría varía entre una zona y otra dentro de su rango. Normalmente, construye un nido no muy firme, con ramas y palos finos y espinosos, que coloca en el centro de un árbol aislado. Por lo general, ponen tres huevos y la incubación y cuidado son compartidos por ambos padres. La incubación dura alrededor de 20 días y los polluelos nacen cubiertos de un denso plumón parduzco. Los padres alimentarán a las crías regurgitando al comida. A las dos o tres semanas empezarán a explorar los alrededores del nido y una semana después ya serán capaces de volar aunque dependerán aun de sus padres durante un tiempo.

## Conservación
Está catalogada como preocupación menor por la UICN debido a la gran amplitud de su rango y a que las poblaciones permanecen estables. 